# Liste von Pokerbegriffen
Pokerbegriffe sind verschiedene mehr oder auch weniger gebräuchliche, inoffizielle Bezeichnungen für spezielle Spielsituationen, Starthände, Kartenkombinationen und Eigenschaften der Spieler beim Pokerspiel. Da Poker im 19. Jahrhundert in den USA eine rasante Entwicklung nahm, stammen die meisten Ausdrücke aus der englischen Sprache und sind über den Film und andere Medien in den Sprachgebrauch anderer Nationen eingeflossen.
| Inhaltsverzeichnis Situationen und Eigenschaften: A B C D E F G H I J K L M N O P Q R S T U V W Karten: Einzelkarten \| Hände \| Hold’em (Texas Hold’em \| Omaha Hold’em → Flops) |

## Situationen und Eigenschaften
Die folgende Liste erklärt viel verwendete Ausdrücke aus der Pokerwelt:

### A
Ace to Five
eine Methode, bei Lowball Poker die beste Hand zu ermitteln
Ace to Six
siehe Ace to Five
Action (Aktion)
1. der Zug eines Spielers
2. jeder Einsatz wird in der Regel als Aktion bezeichnet.
3. ein risikofreudiger Spieler gibt einem anderen Spieler action
4. aktive Beteiligung am Spiel. Einsätze.
Action Button (Aktionsbutton)
ein Button, der kennzeichnet, dass ein Stud High/Low-Spieler in der vorigen Hand sowohl den High- als auch den Low-Pot gewonnen hat. Dieser Spieler muss in der Regel einen größeren Mindesteinsatz als die anderen Spieler bringen.
Action Card (Aktionskarte)
eine Gemeinschaftskarte in den Hold’em-Varianten, durch die mehrere Spieler ihre Hand wesentlich verbessern und die hohe Einsätze nach sich zieht
Active Player (Aktiver Spieler)
ein Spieler, der im aktuellen Pot verbleibt
Active (Aktive Spielweise)
Spielweise, die häufiges Erhöhen mit sich bringt. Gegensatz: passive – passiv verbleibt
Add On
1. in einem Cash Game zusätzliche Chips, die eine Person, die sich im Spiel befindet, kauft
2. in einem Turnier zusätzliche Chips, die sich alle Spieler bis zu einem bestimmten Zeitpunkt kaufen können
advertising (werbend)
Ein Spieler verändert sein Spiel- und Setzverhalten so, dass die anderen Spieler einen bestimmten Eindruck von ihm erhalten.
Aggression (Aggressivität)
hohe Einsätze bei Bet oder Raise
Alexander
Treff-König – bei alten französischen Spielkarten stellte der Treff-König Alexander den Großen dar, siehe Symbolik der Bildkarten
(Anmerkung: das französische Kartensymbol stellt ein Kleeblatt (franz.: Trèfle) und kein Kreuz dar, darum „Treff“)
All In
Ein Spieler setzt alle Chips, die er noch besitzt, auf seine Hand.
Anna Kurnikowa
Die Starthand Ass/König beim Texas Hold’em wird oft als „Anna Kurnikowa“ bezeichnet, da sie die gleichen Anfangsbuchstaben (A/K) hat. Mit dieser Namensgebung einher geht der Spruch: „Sieht gut aus, gewinnt aber selten.“ Eine Anspielung auf Kurnikowas Erfolge während ihrer Tenniskarriere, denn sie konnte nie einen Einzeltitel auf der WTA Tour gewinnen, obwohl sie jahrelang zur Weltspitze im Tennis gehörte.
Ante
ein Zwangseinsatz, den jeder Spieler bringen muss
von lat. ante: vor, davor – hier im Sinne von Vorleistung

### B
Backdoor (Hintertür)
Die Möglichkeit, Flush oder Straße mit beiden Karten, Turn und River, zu kaufen (wenn am Flop nur drei Karten dafür passen).
Back-Raise
Bei einem Einsatz (ohne zu erhöhen) mitgehen, doch nach einer vorgenommenen Erhöhung nochmals erhöhen.
Bad BeatEin Spieler verliert einen Pot, obwohl er zu dem Zeitpunkt, an dem er den Großteil der Chips gesetzt hat, die klar bessere Hand hielt als sein Gegner.
Bad Beat JackpotVon einigen Veranstaltern wird ein Preisgeld geboten, wenn ein Spieler mit außergewöhnlich guten Karten von noch besseren geschlagen wird. Welches Blatt der Verlierer halten muss, um Anspruch darauf zu haben, wird allgemein bekannt gegeben und hängt von der Höhe des Preises ab, etwa: Minimum ein Vierling in Jacks. Auch wird meist verlangt, dass der Spieler zwei der Karten davon im Bunker hält. Der Preis wird hier natürlich an den Verlierer des Pots bezahlt.
Bank (Bank)
die Verantwortlichen für die Verteilung und Auszahlung von Chips
Bankroll (Spielkapital)
die Chips oder das Geld, das ein Spieler für das Pokerspiel zur Verfügung hat
Bankroll Management
ein System zur Verwaltung der eigenen Bankroll/Pokerkasse verstanden unter dem Gesichtspunkt, wann welches Limit gespielt werden kann bzw. sollte, um die Gefahr, durch immer wieder auftretende Schwankungen bankrottzugehen (broke), zu minimieren
Bet (Einsatz)
1. der Eröffnungseinsatz eines Spielers in einer Setzrunde
2. in einem Fixed Limit-Spiel der Standardeinsatz
Betting Structure (Setzstruktur)
die Art und Weise, Anzahl und Größe, in der Einsätze und Erhöhungen gebracht werden
Big Bet
in einem Fixed Limit-Spiel der Mindesteinsatz, der auf Turn und River gebracht wird
Big Blind
der große Mindesteinsatz, den ein Spieler bringen muss; siehe auch Blind
Blank
eine Karte, die die Situation für keinen Spieler entscheidend verändert
Blaze
eine der inoffiziellen Pokerkombinationen: eine Hand bestehend aus fünf Bildkarten (z. B. zwei Könige, eine Dame und zwei Buben). Ein Blaze schlägt zwei Paare (also insbesondere auch zwei Asse und zwei Könige), verliert aber gegen einen Drilling.
Blind
ein Mindesteinsatz, den zwei Spieler bringen müssen; siehe auch Small- und Big Blind
Blind-Off (ausblinden)
Der Stack eines Turnierspielers wird durch die Blinds reduziert.
Blind Steal
In einem Spiel mit Blinds als Zwangseinsätzen wie Texas Hold’em versteht man unter einem Blindsteal das Stehlen oder Angreifen der Blinds in Form einer Erhöhung vor dem Flop aus später Position oder das Angreifen des Big Blinds aus dem Small Blind heraus, nachdem alle Spieler zuvor ihre Karten abgelegt haben.
Blocker
Ein Spieler „stiehlt“ einem anderen Spieler Outs, da er Karten hält, die dem anderen Spieler helfen würden.
Bluff
Ein Spieler versucht seine Mitspieler durch hohe Einsätze dazu zu bringen, aus dem Pot auszusteigen, obwohl er eine schwache Hand hält.
Board (Tisch)
die offenen Karten, entweder bei Hold’em- oder Stud-Varianten
Bottom End
die schlechtestmögliche Straight
Bottom Hand
in den Hold’em-Varianten die schlechtest mögliche Hand einer Kombination, also beispielsweise Bottom Pair oder Bottom Set
Boxed Card
eine Karte, die durch einen Fehler beim Mischvorgang offen im Deck liegt. Boxed Cards werden üblicherweise einfach ignoriert.
Bring-In
ein Einsatz, den der Spieler mit der niedrigsten beziehungsweise höchsten Kombination aus den offenen Karten bringen muss
Broadway
die bestmögliche Straight, also diejenige von 10 bis Ass.
Im Texas Hold’em werden zwei unterschiedliche Handkarten (siehe Hole Cards) zwischen 10 und Ass (z. B. 10, Dame oder Bube, König) auch als 'Broadway Cards' bezeichnet, da es möglich ist, einen Broadway auf dem Flop zu treffen.
Bubble (Blase)
Die Phase eines Pokerturniers, in der nur noch wenige Spieler ausscheiden, bis die Geldränge erreicht sind. Der letzte Spieler in einem Turnier, der kein Geld erhält, heißt Bubble boy; das heißt, dass alle Spieler über ihm Geld erhalten
Bubble Boy
Bezeichnung für den Spieler, der bei einem Turnier als Letzter vor dem Preisgeld ausscheidet.
Bubble Deal
Der letzte Spieler, der vor den Payout-Rängen aus dem Turnier herausfliegt, erhält seinen Buy-In von den restlichen Spielern zurück.
Bubble Play
Bezeichnung für die Spielweise am Bubble. Durch die extremen Umstände (viele Spieler haben Angst, jetzt aus dem Turnier zu fliegen) weicht die korrekte Spielweise hier massiv von allen anderen Turnierphasen ab.
Bullets
Bezeichnung für ein Ass-Pärchen. Sind dies die Pocket Karten, wird auch von Pocket Rockets oder All American gesprochen.
Bully
auch Big-Stack-Bully. Bezeichnung für sehr aggressiven Spieler, der mehr als das Doppelte an Chips als der aktuell Zweitplatzierte hat.
Busted
ein Spieler, der aus einem laufenden Spiel ausscheidet
Button
Der Button oder Dealer-Button ist ein extra ausgezeichneter Chip, der anzeigt, welchem Spieler in der aktuellen Spielrunde die Aufgabe des Kartengebers zufällt. Ebenso wird die Position des Spielers, der in der aktuellen Runde der Kartengeber ist, als Button bezeichnet. Man sagt: Der Spieler befindet sich auf dem Button.
Burn Cards
Karten, die vor jeder Gemeinschaftskarte abgelegt werden.
Buy-In (Einkauf)
die Summe an Chips, für die sich ein Spieler in ein Cash Game einkauft bzw. der Geldbetrag, der zur Teilnahme an einem Turnier gezahlt werden muss

### C
Call (mitgehen)
Ein bestehender Einsatz wird gezahlt.
Calling Station
ein Spieler, der sehr viele Einsätze callt, anstatt selbst zu erhöhen oder zu passen
Cap
die Anzahl der Erhöhungen, die ein Spieler in einem Limit-Spiel in einer Setzrunde machen darf
Die Zahl liegt gewöhnlich bei 3 oder 4. Oftmals wird das Cap aufgelöst, wenn nur zwei Spieler in einer Hand verbleiben.
Case
die letzte Karte eines Wertes im Deck, beispielsweise Case King
Cash Game
direktes Spiel um die Einsätze – anders als im Turnier, bei dem der Wert der Chips nicht dem Geldwert entspricht.
Check (schieben)
Ein Spieler gibt, ohne einen Einsatz zu bringen, an den nächsten Spieler weiter.
Check-Raise (schieben-erhöhen)
Als erstes checken um dann, wenn jemand setzt, zu erhöhen.
Chipleader
der Spieler, der die meisten Chips besitzt
Chip Race
geschieht in einem Turnier nach einer Blinderhöhung
Chips mit kleiner Nomination werden durch größere ersetzt. Der eigentliche Chip Race ist dann das Ausspielen eines aus den nicht umtauschbaren kleineren Chips bestehenden Pots.
Chop
1. ein Split Pot
2. ein Spiel eine kurze Zeit spielen und daraufhin verlassen
3. ein Umtausch von Chips, vom Dealer ausgeführt
4. Blinds setzen
5. eine Vereinbarung aller in einem Turnier verbliebenen Spieler, das Preisgeld aufzuteilen
6. beim Cash Game wenn der Small- und Big-Blind gleich hoch sind: eine Vereinbarung, beide Blinds zurückzunehmen, ohne den Flop zu sehen (vorausgesetzt, es wurde bis zu den Blinds gefolded).
Closed
eine abgeschlossene Setzrunde
Coin Flip
All-In-Situation im Pre-Flop bei einer ungefähren 50:50-Chance mit niedrigen Pocket Paar gegen zwei hohe Karten, beispielsweise 7 7 gegen A J.
Cold Call
einen Raise (außerhalb des Big Blinds) zu callen
Collusion
Mehrere im selben Spiel involvierte Spieler verschaffen sich durch unerlaubte Absprachen (oder Zeichen) einen Vorteil.
Color Change oder Color Up
siehe Chip Race
Community Card (Gemeinschaftskarte)
eine Karte bei den Hold’em-Varianten, die jeder Spieler verwenden darf
Completion (Vervollständigung)
eine Art des Einsatzes bei einem Studspiel
Connectors (Verbinder)
zwei oder mehr Karten, die direkt hintereinander liegen und damit erhöhte Chance auf eine Straight bieten
Continuation Bet
ein Einsatz, der von dem Spieler gebracht wird, der schon in der vorigen Setzrunde gesetzt hat
Countdown
der Dealer zählt nach einer Spielrunde die Karten des Decks, um sicherzugehen, dass es vollständig ist.
Counterfeit
Die Karten eines Spielers werden mit einer neuen Karte zwar nicht schlechter, machen es aber wahrscheinlich, dass sich die Hand des Gegners verbessert hat.
Cow
eine Vereinbarung zweier Spieler, sich das Eintrittsgeld und die Prämie für ein Turnier zu teilen
Cut Card
Bezeichnung für die Karte, die man beim Abheben unter das Kartendeck legt, sodass die unterste Karte beim Geben abgedeckt ist und nicht erkannt werden kann.
Cutoff
der zur Rechten des Dealers sitzende Spieler

### D
Dark
Ein Spieler führt eine Setzaktion aus, bevor die nächste Karte überhaupt aufgedeckt ist (beispielsweise Check in the Dark).
Dead Blind
ein Blind, der von einem Spieler gebracht wird, obwohl er gar nicht anwesend ist
Dead Hand
eine Hand, die von einem Spieler aus einem bestimmten Grund nicht gespielt werden darf
Dead Man’s Hand
Bezeichnet beim Texas Hold’em die Kartenkombination Ass und Acht
Der Ausdruck stammt aus dem Draw Poker und steht ursprünglich für zwei Paare, Asse und Achten, Pik und Kreuz.
Dead Money
Geld, das im Pot liegt und von Spielern stammt, die nicht mehr in der Hand sind
Deal
1. Karten austeilen
2. eine Möglichkeit zur Verteilung des Preisgeldes bei einem Turnier, siehe Deal (Poker)
Deal it Twice
siehe Run it Twice
Dealer
Der Spieler, der auf dem Button ist, wird als Dealer gekennzeichnet. Er gibt die Karten, es sei denn, er wird durch die Anwesenheit eines Croupiers von dieser Pflicht entbunden (Casino, Turniere etc.)
Dealer’s Choice
eine Pokervariante, bei der der Dealer entscheidet, was gespielt wird
Defensive Bet (Defensive Wette)
eine kleine Erhöhung, die der setzende Spieler mit der Absicht tätigt, seinen Gegner von einer noch höheren Erhöhung abzubringen.
Destiny Seat (Schicksalsstuhl)
Eine Position am Tisch die immer gewinnt, unabhängig davon, was für Karten der Spieler bekommt.
Deuce to Seven
eine Methode, bei Lowball Poker die beste Hand zu ermitteln
Discard
im Draw Poker das Tauschen einer bzw. mehrerer Karten; in anderen Pokervarianten auch teilweise Bezeichnung für das Passen.
Dominated Hand (Dominierte Hand)
eine Hand, die einer anderen sehr ähnlich ist, aber einen schlechteren Kicker hat
Door Card
die erste offene Karte im Stud
Double Suited
ein Term aus Omaha, der angibt, dass die Startkarten eines Spielers zwei Karten zweier Farben beinhalten
Double Up (Verdoppeln)
ein all in gegen einen Spieler zu gewinnen, der mindestens die gleiche Anzahl Chips hat wie man selbst und somit seinen Chipstack zu verdoppeln.
Downcard
eine Karte, die nur für einen Spieler sichtbar ist
Downswing
Pechsträhne
Draw
eine Hand, die bestimmte Karten braucht, um sich wesentlich zu verbessern
Drawing Dead
Ein Spieler hat keine Chance mehr, die Hand zu gewinnen.
Drop
siehe Fold
Dynamo
Ein Spieler gibt, ohne einen Einsatz zu bringen, an den nächsten Spieler weiter (vergleichbar mit Check).

### E
E-Fold
seine Karten folden, obwohl man durch checken eine weitere Karte sehen könnte.
Eight or Better
so wird in High/Low-Spielen die Low-Hand gewertet. Ist sie besser oder mindestens gleich gut wie 45678, hat sie sich als Low-Hand qualifiziert.
Equity (Gleichwertigkeit)
siehe Pot Odds
Exposed Card
eine Karte, die beim Geben unabsichtlich aufgedeckt wurde

### F
Family Pot
eine Situation, bei der fast jeder Spieler den Flop sieht
Fifth Street
1. eine andere Bezeichnung für River
2. die fünfte Karte eines Studspielers
Final Table
der letzte Tisch eines Turniers
Fish (Fisch)
ein unerfahrener oder schlechter Spieler.
Fixed Limit
Setzstruktur, bei der ein Spieler nur um einen vorgeschriebenen Betrag erhöhen darf
Flash
eine Karte des Decks für kurze Zeit unabsichtlich freigeben
Flat Call
Ein Spieler geht nur mit, anstatt zu erhöhen.
Float
Der Call eines Bets auf dem Flop mit der Absicht, nach dem Turn einen Bet bzw. einen Reraise zu machen. Dieser „Move“ bietet sich bei Spielern an, die häufig einen Contibet (Continuation Bet = nach Preflop Bet auch nach dem Flop zu setzen) machen. Dabei soll der Float gegenüber einem Reraise auf dem Flop die eigene Hand stärker und glaubwürdiger erscheinen lassen.
Floorman
ein Casinoangestellter, der sich um das Wohl der Kartentische und der Spieler kümmert. Falls es zwischen dem Croupier (Dealer) am Tisch und einem oder mehreren Spielern Streitigkeiten gibt z. B. infolge Regelauslegung, kann der Floorman beigezogen werden. Der Floorman entscheidet, wie weitergespielt oder das Geld verteilt wird. Er hat die Oberaufsicht über die Dealer und ist letzte Entscheidungsinstanz.
Flop
die ersten drei Community Cards bei den Hold’em-Varianten
Flush
fünf Karten einer Farbe
Fold (Poker)
passen
Forced Bet (Mindesteinsatz)
Einsätze, die von Spielern gebracht werden müssen
Four of a Kind oder Poker (Vierling)
eine Hand, die alle Karten eines Wertes beinhaltet
Fourth Street
1. der Turn
2. die vierte Karte bei Studspielen
Free Card
Spieler sehen eine Karte, ohne zuvor einen Einsatz gecallt zu haben.
Freeroll
1. ein Turnier, das keine Teilnahmegebühr verlangt
2. eine Hand, die ein Spieler noch gewinnen kann und schlechtestenfalls einen Split Pot erreicht
Freezeout
die gewöhnliche Turnierform. Wenn ein Spieler seine Chips verliert, ist er ausgeschieden.
Full House auch Full Boat oder Boat
eine Hand, die aus einem Drilling und einem Paar besteht. Auch zeitwörtlich gebraucht: "He boated on the river!".

### G
Gap Hand (Lückenhand)
Eine Gap Hand ist eine Hand, bei der mindestens ein Wert zwischen den beiden Karten liegt.
Going South
Ein Spieler entwendet bei einem Cash Game heimlich eigene Chips. (meistens nicht erlaubt)
Gutshot (Bauchschuss)
siehe Inside Straight Draw

### H
Hand
die besten fünf Karten eines Spielers
Hand for Hand (Hand für Hand)
Wenn ein Turnier so weit fortgeschritten ist, dass nur noch wenige Spieler ausscheiden müssen, damit das Preisgeld erreicht wird oder dieses bereits erreicht wurde, wird an allen verbliebenen Tischen gleichzeitig die nächste Hand begonnen, um Chancengleichheit zu gewährleisten und langsamere Tische nicht zu bevorteilen.
Heads-Up
1. Ein Pokerspiel zwischen zwei Spielern
2. die Phase innerhalb einer Hand, bei der nur noch zwei Spieler verbleiben, weil alle anderen gepasst haben
High
die beste Hand nach der üblichen Definition gewinnt
High Card
eine Hand, die keine Kombination bildet
High/Low
eine Wertungsvariante, bei der sich die High-Hand den Pot mit der Low-Hand teilt
Hole Cards
die Karten, die ein Spieler verdeckt erhält
Hole Cam
in den Tisch integrierte Kameras, die die Karten der Spieler erfassen
Home Game
ein Spiel, das in einer privaten Runde stattfindet
H.O.R.S.E.
eine gemischte Pokervariante
H.O.S.E.
eine gemischte Pokervariante

### I
Implied Pot Odds (Implizierte Pot Odds)
eine Form der Berechnung der Pot Odds, bei der zukünftige Karten berücksichtigt werden
Initial Deal
die erste Hand, die in der Runde ausgeteilt wird
Inside Straight Draw, auch Belly Buster oder Gutshot
Teil einer Straße, die nur mit den Karten eines Wertes vervollständigt werden könnte (Beispiel: 4 5 7 8)
Insurance (Versicherung)
ein Spieler wettet mit einem anderen über den Ausgang einer Hand, gemäß der Chancen, die Hand zu gewinnen. Wird vor allem in Turnieren angewendet
in the money (im Geld)
Bezeichnung für einen Spieler, der ein Turnierpreisgeld erhält: meistens, wenn er in den oberen 10 % landet
in the zone
ein Spieler, der über einen gewissen Zeitraum nahezu alle Hände (ob gute oder schlechte Starthand) durch Glück gewinnt

### J
Jackpot
1. eine Draw-Variante
2. eine hohe Geldsumme, die an jemanden vergeben wird, der einen Bad Beat hat – also eine Art Versicherung – oder einen Royal Flush, als Belohnung

### K
Kicker
die Beikarte(n) der Hole Cards eines Spielers, diejenigen der Karten, die nicht zu den Karten gehören, die den Rang der Hand bestimmen. Bei Gleichstand zweier Blätter entscheiden sie über den Sieg.

### L
Laydown
eine (meist starke) Hand abzulegen
Limit
die Setzstruktur, siehe auch unter Fixed Limit und No Limit
Limp In
Ein Spieler zahlt nur den Mindesteinsatz, anstatt zu erhöhen.
Loose
ein Spieler, der sehr viele Hände spielt
Low
1. die niedrigste Karte nach dem Wert
2. eine Wertungsvariante, siehe auch High/Low
Lowball
Sammelbegriff für Pokerformen, bei denen die kleinste Pokerhand den Pot gewinnt (z. B. Razz)
Low Stack
Ein Spieler mit einer geringen Anzahl an Chips im Turnier.

### M
Made Hand (Gemachte Hand)
eine Hand, die sich nicht mehr verbessern muss
Match the Pot
genau den Pot setzen
Monster
eine sehr starke Hand
Muck
1. passen
2. der Ort, an dem die abgelegten Karten liegen

### N
No Limit
eine Variante der Setzstruktur, bei der jeder Spieler eine beliebige Summe setzen kann. Bei No Limit darf jeder Spieler in jedem Zug eine beliebige Anzahl an Chips setzen, sofern der Betrag mindestens einen Big Blind höher als der Vorgegebene ist. Eine Ausnahme stellt hierbei das all in dar.
Nuts
die bestmögliche Hand
Nut Flush Draw
wenn man nur noch eine Karte benötigt für den höchstmöglichen Flush

### O
Offsuit
Die Karten haben unterschiedliche Farben.
One Gapper
Die Startkarten (z. B. in Texas Hold’em) haben untereinander einen Kartenwert Abstand z. B. 7/5 oder König/Bube usw.
Open Ended Straight Draw
Teil einer Straße, die von einer von zwei Kartenwerten vervollständigt werden kann (Beispiel: 4 5 6 7)
Outs
die Karten, die einem Spieler helfen, seine Hand wesentlich zu verbessern
Overcard
eine Karte, die höher ist als bestimmte andere Karten
Overpair
ein Paar, das höher ist als bestimmte andere Paare

### P
Pair (Paar)
zwei Karten desselben Wertes
Passive (Passiv)
Ein Spieler wartet oft ab, passt oder geht mit, anstatt zu erhöhen und zu setzen.
Pat
im Draw-Poker eine Hand, die bereits fertig ist und nicht mehr geändert werden muss
Pay Off
mitzugehen, obwohl man kaum mehr eine Chance hat, die Hand zu gewinnen, andererseits aber Pot Committed
pick up
man trifft mit Ansagen eine Karte im Flop
Pocket Cowboys
sind die Holekarten KK
Pocket Pair
Die eigenen verdeckten Karten bilden ein Paar.
Pocket Rockets
Die eigenen verdeckten Karten bilden ein Paar aus zwei Assen (American Airlines). Als Starthand bietet diese Kombination bereits vor dem ersten Setzen mit 30 % die höchste statistische Siegchance.
Poker
ein Vierling wird auch als Poker bezeichnet
Pokerface
ein Gesicht, das nichts über die Situation verrät
Position
die Position, in der sich ein Spieler befindet; elementarer Bestandteil des Spiels
Pot
die Gesamtsumme aller Chips, die in eine Hand investiert werden
Pot Committed
Es befindet sich bereits so viel Geld im Pot, dass ein Spieler nicht passen kann.
Pot Limit
Es darf höchstens so viel gesetzt werden, wie sich im Pot befindet.
Pot Odds
das Verhältnis zwischen dem zum Bezahlen einer Wette nötigen Betrag und dem aktuellen Wert des Pots
Preflop
Die Phase vor dem Flop, wenn man nur 2 Karten (Hole Cards) auf der Hand hat
Probe Bet
eine Art Testeinsatz
Protection (Schutz)
Ein Spieler schützt seine Hand durch sehr große Einsätze.

### Q
Quads
ein anderes Wort für Four of a Kind

### R
Rabbit Hunt (Hasenjagd)
nachdem eine Hand vorüber ist, die Karten ansehen, die noch gekommen wären
Rack
100 Chips derselben Nominale geordnet in fünf Stacks (Stapel) zu zwanzig
Rail
1. die Auflage bei einem Pokertisch
2. der Bereich zwischen Pokertisch und Zuschauern
Die Zuschauer werden oftmals Railbirds genannt.
Rainbow
ein Flop, dessen drei Karten jeweils verschiedene Farben haben
Raise
eine Erhöhung des Einsatzes
Rake
die Abgabe, die ein Spieler nach einem Pot an das Casino oder den Onlinepokerraum abgeben muss
Rakeback
der Teil, den ein Spieler von der Gebühr des Pokerraums zurückbekommt
Rebuy
Ein Spieler kauft sich erneut in ein Turnier ein, nachdem er alle Chips verloren hat.
Ring Game
siehe Cash Game
River
die letzte Community Card, die gegeben wird
Riverfishing
Ein Spieler hofft auf die letzte Karte des Dealers zur Vervollständigung seines Blattes
River Giver
Als River Giver wird bezeichnet, wenn der Dealer auf dem River eine Karte gibt, die das bis dato schlechtere Blatt zum Gewinnerblatt macht.
Rock
ein sehr tighter Spieler
Round the Corner Straight
(Eckfolge) Folge von fünf Karten beliebiger Farben mit dem As in der Mitte (wird nicht als Straße gewertet)
Royal Flush
Straße in einer Farbe mit Ass als höchster Karte
Run it Twice
jede Karte doppelt geben, um den Glücksfaktor zu verringern
Runner Runner
eine Zwei-Karten-Kombination, die einem Spieler eine gute Hand beschert; siehe auch Backdoor

### S
Satellite
ein Turnier, über das man sich für ein größeres Turnier qualifizieren kann
Scare Card (Angstkarte)
eine Karte, bei der ein Spieler befürchtet, nicht länger die beste Hand zu halten
Scoop
bei High/Low-Spielen sowohl den Low- als auch den High-Pot zu gewinnen
Semi Bluff
Ein Spieler blufft, hat aber eine Hand, die sich noch verbessern kann.
Set
ein Drilling, der aus einem Pocket Pair entstanden ist
Shark (Hai)
ein professioneller Spieler
Shootout
ein Turnier, bei dem immer nur der Erste eines Tisches weiterkommt
Shortstack
der Spieler mit den wenigsten Chips
Shorthanded
ein Tisch mit höchstens sechs Spielern
Showdown
Alle Karten der im Pot verbliebenen Spieler werden aufgedeckt.
Skip Straight
massives Overpushen auf dem River, mit den Nuts bzw. 2nd Nuts.
Skip Straight
(Sprungfolge) Folge von fünf Karten beliebiger Farben, bei der jeweils eine Karte übersprungen wird, z. B. As, Dame, Zehn, Acht, Sechs
Side Pot
eine Art zweiter Pot, der entsteht, wenn ein Spieler all in ist. Dieser Spieler kann nur den ersten Pot gewinnen – wenn er gewinnt, geht der Side Pot an den Spieler mit dem zweitbesten Blatt.
Sit and Go
eine Turnierform mit wenigen Spielern und flexibler Startzeit, die beim Onlinepoker Anwendung findet
Slowplay
Ein Spieler setzt mit einer starken Hand nur kleine Einsätze.
Small Blind
siehe Blind
Split
siehe High/Low oder Split Pot
Spread Limit
eine Setzstruktur, bei der nur in einem bestimmten Rahmen gesetzt werden darf
Stack
alle Chips, die ein Spieler besitzt, bzw. ein Stapel von zwanzig Chips derselben Nominale
Stake
eine Bezeichnung für die Höhe der Einsätze, beispielsweise High Stakes
Stand Pat
siehe Pat
Steel Wheel
Straight Flush von Ass bis Fünf – vergleiche Wheel
Stonecold Nuts
siehe Nuts, zusätzlich ist sicher, dass die Hand am River immer noch nut ist
Straddle
ein optionaler dritter Blind, der von dem Spieler under the gun gesetzt wird
Straight (Straße)
fünf Karten, die in ihrem Wert aufeinanderfolgen
Straight Flush
fünf Karten, die aufeinanderfolgen und dieselbe Farbe haben; die beste Kombination
String Bet
Beim Setzen die Chips einzeln bzw. nicht als Ganzes zu setzen. Gilt ohne vorherige Ansage meist als Call
Stud
eine Pokervariante
Suckbet
eine kleine Erhöhung am River mit einer sehr starken Poker-Hand, die der Gegner wegen der guten Pot Odds fast callen muss
Suited
von derselben Farbe
Suited Connectors
vom Wert aufeinanderfolgende Karten der gleichen Farbe

### T
Tell
ein Zeichen, durch das sich ein Spieler verrät
Three of a Kind
drei Karten eines Wertes
Tight (Poker)
Ein Spieler spielt nur wenige Starthände.
Tilt
aggressives und unkonzentriertes Spielen aufgrund der vorherigen Ereignisse. Normalerweise nach einem Bad Beat;
Top (pair, set, kicker)
Das höchste aller möglichen Paare, Sets oder Kicker.
Top (pair, set, kicker)
Top Pair mit bestmöglichem Kicker. Liegt auf dem Flop K94, und man hält AK in der Hand, so hat man mit KK "Top Pair" und dem Ass dazu Top Kicker.
Turn
die vierte Community Card, die gegeben wird

### U
Under the Gun
der Spieler zur Linken des Big Blinds
Up and Down Straight Draw
siehe Open Ended Straight Draw
Upswing
Glückssträhne

### V
Value Bet
ein Einsatz, der von einer guten Hand gemacht wird. Der Spieler hat den Wunsch, dass er (mindestens) gecallt wird.

### W
Walk
Alle Spieler passen bis zum Big Blind.
Wheel
1. eine Straße vom Ass bis zur Fünf
2. bei Deuce to Seven die bestmögliche Hand, 23457
Wild Card
1. Karten, die gewöhnlicherweise nicht in einem Deck sind
2. kostenlose Eintrittskarte zu einem sonst kostenpflichtigen Turnier, meist als Preis eines Gewinnspiels
Wrap
bei Omaha Hold’em ein Straight Draw, der aus zwei Community Cards und drei Hole Cards besteht, beispielsweise 345A als Hole Cards und 67K als Community Cards – in diesem Fall würde eine 3, 4, 5 oder 8 die Straße komplettieren.

## Karten
Im Folgenden ist aufgelistet, welche Ausdrücke für welche Karte oder Kartenkombination stehen. Hier werden die englischen Abkürzungen der Kartenbezeichnungen verwendet. T steht dabei für 10 (engl. Ten), J für Bube (engl. Jack) und Q für Dame (engl. Queen). Das Wort offsuit oder unsuited (etwa nicht passend) bedeutet zwei Karten verschiedener Farbe, während der Ausdruck suited (etwa passend) zwei Karten gleicher Farbe bedeutet.

### Einzelkarten
| Karte  | Bezeichnung                                                                                          |
| ------ | --- |
| A      | bullet, rocket                                                                                       |
| K      | cowboy                                                                                               |
| Q      | lady, joy girl, mop squeezer                                                                         |
| J      | johnny, jackal, jack, knave, hook/fishhook (spielen auf die Form an), Valet (aus dem Französischen)  |
| T (10) | dime                                                                                                 |
| 9      | |
| 8      | snowman (spielt auf die Form an), ocho (aus dem Spanischen)                                          |
| 7      | hockey stick (spielt auf die Form an)                                                                |
| 6      | sex, sickening                                                                                       |
| 5      | nickel                                                                                               |
| 4      | Favre (benannt nach dem berühmten Quarterback Brett Favre, der Rückennummer 4 hat)                   |
| 3      | trey, crab (spielt auf die Form an)                                                                  |
| 2      | deuce, Dewey Duck (spielt auf deuce an), quacker (spielt auf duck an), Duck (spielt auf die Form an) |

### Hände
| Kombination                 | Bezeichnung |
| --------------------------- | --- |
| Straight Flush aus A2345    | steel wheel |
| Vierling                    | Poker, quads |
| A♠ A♥ A♦ A♣                 | Runner Runner |
| Full House                  | full boat, boat, full, tight (in Kanada gebräuchlich), Xs full of Ys (X steht für den Drilling, Y für das Paar, z. B. 555KK nennt sich „fives full of kings“)                                                                     |
| Flush aus ♥ oder ♦          | pink, all pink, all red |
| Flush aus ♠ oder ♣          | blue, all blue, all black |
| Flush aus ♣                 | puppy feet, puppy toes |
| TJQKA (Straight)            | Broadway |
| A2345 (Straight)            | wheel, bicycle, bike |
| Drilling                    | trips, set |
| KKK                         | alabama night riders |
| 222                         | Huey, Dewey and Louie (engl. für Tick, Trick und Track) |
| Zwei Paare                  | Xs up, Xs over Ys (X steht für das hohe Pärchen, Y für das kleinere Pärchen, zum Beispiel: KK998 nennt sich kings up oder kings over nines)                                                                                       |
| AA88                        | Dead Man’s Hand (Wild Bill Hickok wurde 1876 von hinten erschossen, als er diese Hand hielt) |
| AA                          | aces and spaces, American Airlines, pocket rocket (eine Hand mit nichts außer einem Paar Asse) |
| Outside straight flush draw | big bobtail (Outside straight draw mit Karten der gleichen Farbe, z. B. –♣ 3♣ 4♣ 5♣ 6♣ –♣) |
| Outside straight draw       | bobtail, open-ended (ein outside straight draw lässt sich mit einer beliebigen Karte des hohen oder niedrigen „Endes“ des vorliegenden straight draw zu einer Straight kombinieren, z. B. -3456-)                                 |
| Inside straight draw        | gutshot, Belly buster (eine einzige Karte in der „Mitte“ des straight draw fehlt zur Straight, z. B. 34-67) |
| Double inside straight draw | double gutshot, double belly buster (es gibt zwei Möglichkeiten, mit je einer einzigen Karten in der „Mitte“ des straight draw eine Straight zu vervollständigen (beide Straights unterscheiden sich voneinander), z. B. 3-567-9) |
| Vier Karten einer Farbe     | busted flush, four-flush, flush draw (eine weitere Karte der Farbe fehlt zum Flush) |

### Hold’em-Begriffe

#### Texas Hold’em
| Starthand | Bezeichnung |
| --------- | --- |
| AA        | pocket rockets, bullets, American Airlines, insane clown posse, Andre Agassi                                                              |
| KK        | cowboys, king kong, katos, kangaroos, kakashis, kuruno kei, Gentleman                                                                     |
| QQ        | hilton sisters, double date, canadian aces, two pussys, pimp hand, Siegfried and Roy, four tits, the ladies, whores, Sakuras, Damenbesuch |
| JJ        | fish hooks (dt. Angelhaken), Jenna Jameson, Jack Bauer, Junior Jack, Bad Brothers, Jack Johnson, JimmyJizzle                              |
| J♣ J♠     | Brother Darkness |
| TT        | TNT, tag team, dimes, 20 miles, rin tin tin, table tennis, bridge, tea time, time trial, Tim Thomas                                       |
| 99        | Wayne Gretzky, german virgin ("nine nine" klingt wie "Nein Nein")                                                                         |
| 9♠ 9♣     | Phil Hellmuth |
| 88        | Schneemänner, Octopi, Euro, dog balls, piano keys, double infinity                                                                        |
| 77        | sunset strip, hockey sticks, walking sticks                                                                                               |
| 66        | route 66, Satan, Wembley, pocket sex, Ganges Gavial, Hell                                                                                 |
| 55        | speed limit, Rosa Parks |
| 44        | magnum, sail boat, midlife crisis, D-Day                                                                                                  |
| 4♣ 4♠     | Darth Vader (The Dark Force) |
| 33        | crabs, Larry Bird |
| 22        | mighty ducks, ducks, pierlines, Quak Quak, el gua gua                                                                                     |
| AK        | big slick, Anna Kurnikowa („Sieht gut aus, gewinnt aber selten“), AK-101, Santa Barbara                                                   |
| AQ        | big chick, Al Qaida, Joey’s hand, walking back to Houston, cute ass                                                                       |
| AJ        | Black Jack, Action-Jackson, Air Jordan, Andjek, Ajax, Jackass                                                                             |
| AT        | A-Team, Johnny Moss, Anti-Tank, Teenie Ass                                                                                                |
| A8        | Dead Man’s Hand |
| A3        | Alaska hand |
| A4        | Blind man’s aces |
| A2        | Baby Ass, Acey-Ducey |
| KQ        | royalty, marriage, King of Queens, Quing, mixed marriage                                                                                  |
| KQ(s)     | royal marriage |
| K♥ Q♥     | valentine’s day |
| KJ        | bachelor hand |
| KJ(s)     | Kojak, father and son |
| KT        | Katie |
| K9        | Canine, saw mill, dogs |
| K3        | commander crab, king crab |
| K2        | the Devil’s cards, Full House Blatt, King Shit                                                                                            |
| QJ        | Maverick |
| QT        | Quentin Tarantino, cutie, quint, Varkonyi                                                                                                 |
| Q7        | computer hand (Die von einem Computer mathematisch berechnete „mittlere Hand“)                                                            |
| Q3        | gay waiter (queen with a tra'), san francisco busboy                                                                                      |
| Q3(s)     | posh gay waiter |
| 9♥ 7♥     | irny hand |
| Q♥ 3♥     | flaming gay waiter |
| JT        | John Travolta |
| J♣ 9♣     | T. J. Cloutier |
| J6        | Chartbreaker |
| J5        | Jackson five, motown, Jurassic 5 |
| J4        | flat tyre (“What’s a Jack for?” – „Wofür braucht man einen Wagenheber?“)                                                                  |
| J2        | the silly hand, the Silvio', one egg Jack                                                                                                 |
| T8        | Gregs Hand |
| T5        | woolworth’s |
| T4        | broderick crawford, convoy, good buddy |
| T2        | Texas dolly, Doyle Brunson (Brunson gewann mit dieser eigentlich schwachen Hand zweimal in Folge die Weltmeisterschaft)                   |
| 98        | oldsmobile |
| 96        | Big Lick, Dinner for Two |
| 9♥ 6♥     | valentine’s day, papa porn |
| 95        | Dolly Parton (benannt nach dem Film Nine to five in dem sie mitspielte und dessen Titellied sie sang)                                     |
| 92        | Montana banana, Twiggy (als 29 gelesen)                                                                                                   |
| 83        | FTAB (“Fold To Any Bet”) |
| 76        | union oil |
| 75        | Heinz Ketchup (als 57) |
| 73        | Joe Hachem |
| 72        | wank hand, the finger, Freddy goes home, beer hand, the hammer, french military/army, TWICE’s Hammer, whip (worst hand in poker)          |
| 72(s)     | velvet hammer |
| 54        | Jessie James, Jane Russell (als 45) |
| 52        | Bomber, Pömmchen |
| 4♠ 3♣     | Repo Man |
| 42        | Christmas card (als 24 gelesen) |
| 32        | Michael Jordan (als 23 gelesen), pocket schmuhvers                                                                                        |

#### Omaha Hold’em
| Kombination | Bezeichnung                |
| ----------- | -------------------------- |
| AK47        | Sturmgewehr (Kalaschnikow) |
| Zwei Paare  | noah’s ark (Arche Noah)    |

#### Flops
| Karten                   | Bezeichnung                                                                                              |
| ------------------------ | --- |
| drei verschiedene Farben | rainbow                                                                                                  |
| zwei verschiedene Farben | two-one                                                                                                  |
| drei Bildkarten          | Picasso flop, paint (kann auch für ein einzelnes Bild gebraucht werden), gallery                         |
| drei kleine Karten       | rags, ragged flop (Karten die wahrscheinlich keinem der Spieler geholfen haben), Kraut und Rüben, Gemüse |
| 777                      | Jackpot (bezieht sich auf den Jackpot bei einem einarmigen Banditen)                                     |